# Luca Antonini
Luca Antonini (Milánó, 1982. augusztus 4. –) olasz labdarúgó, jelenleg az AC Milan védője.

## Karrierje
Antonini a Milan nevelése, először 2001-ig volt a csapat tagja, tétmeccsen azonban nem játszhatott. Bár ezután is a Milan játékosa volt, mindig máshol játszott, kölcsönben. Végleg 2003-ban adták el, a Sampdoria csapatának. Itt sem tudott stabil kezdő lenni, ezért innen is kölcsönadták, összesen négyszer.
2007-ben az Empolihoz szerződött, ahol már stabil csapattag volt. Egy szezont töltött itt, ezalatt 32 mérkőzésen lépett pályára. Az első sikeresebb szezon után rögtön leszerződtette korábbi klubja, a Milan.
2009 decemberében a BL-ben is bemutatkozhatott, az FC Zürich elleni, 1–1-gyel végződő találkozón.

## Érdekességek
A középiskolában részt vett a cserediák programban, így lehetősége adódott az Egyesült Államokba menni, az Mt. Carmel középiskolába került. Egy tanévet töltött ott, az 1998-99-es évben. Még érdekesebb, hogy osztálytársa volt a világhírű énekesnek, Adam Lambertnek.

## Pályafutása statisztikái
| Szezon                     | Csapat    | Bajnokság | Bajnokság | Bajnokság | Kupa    | Kupa  | Kupa | Nemzetközi | Nemzetközi | Nemzetközi | Összesen | Összesen |
| Szezon                     | Csapat    | Osztály   | Mérk.     | Gól       | Esemény | Mérk. | Gól  | Esemény    | Mérk.      | Gól        | Mérk.    | Gól      |
| -------------------------- | --------- | --------- | --------- | --------- | ------- | ----- | ---- | ---------- | ---------- | ---------- | -------- | -------- |
| 2000-2001                  | Milan     | A         | 0         | 0         | -       | -     | -    | -          | -          | -          | 0        | 0        |
| 2001-2002                  | Prato     | C2        | 26        | 3         | -       | -     | -    | -          | -          | -          | 26       | 3        |
| 2002-2003                  | Ancona    | B         | 17        | 1         | CI      | 2     | 0    | -          | -          | -          | 19       | 1        |
| 2003-2004                  | Sampdoria | A         | 3         | 0         | CI      | 4     | 1    | -          | -          | -          | 7        | 1        |
| 2004. január– 2005. január | Modena    | B         | 15        | 1         | -       | -     | -    | -          | -          | -          | 15       | 1        |
| 2005 tavasz                | Pescara   | B         | 22        | 3         | -       | -     | -    | -          | -          | -          | 22       | 3        |
| 2005-2006                  | Arezzo    | B         | 39        | 3         | CI      | 1     | 0    | -          | -          | -          | 40       | 3        |
| 2006-2007                  | Siena     | A         | 32        | 3         | CI      | 2     | 0    | -          | -          | -          | 34       | 3        |
| 2007-2008                  | Empoli    | A         | 32        | 0         | CI      | 2     | 1    | UEFA       | 2          | 1          | 36       | 2        |
| 2008-2009                  | Milan     | A         | 11        | 0         | CI      | 1     | 0    | UEFA       | 6          | 0          | 18       | 0        |
| 2009-2010                  | Milan     | A         | 8         | 0         | CI      | 0     | 0    | BL         | 1          | 0          | 9        | 0        |
| Összesen                   | Összesen  | Összesen  | 205       | 14        |         | 12    | 2    |            | 9          | 1          | 226      | 17       |

## Külső hivatkozások
- FIGC.it (olaszul)